# Île Maïre
Die Île Maïre ist eine französische, unbewohnte Insel im Mittelmeer südwestlich von Marseille und in der Nähe vom Cap Croisette. Politisch gehört sie zum Département Bouches-du-Rhône und zur Region Provence-Alpes-Côte d’Azur.

## Geographie
Die Insel hat eine Ost-West-Ausdehnung von weniger als einem Kilometer und eine Nord-Süd-Ausdehnung von 500 m. Der höchste Punkt ist der Pic des Gabians mit 138 m.